# Vingar (musikalbum)
Vingar är ett studioalbum av Mikael Rickfors som släpptes 1988. Albumet har också givits ut på kassettband, LP- och CD-skiva.

## Låtlista
Musik och text av Mikael Rickfors, (bara text) Peter Lindforss
1. "Vingar" 5:10
2. "Vart tog alla vilda kvinnor vägen?" 4:50
3. "Minnenas hotell" 5:20
4. "Jag har läst dina dikter" 3:30
5. "Att bara se dig (räcker för mig)" 4:30
6. "Skuggornas allé" 6:10
7. "Ställ dig upp i natten" 5:07
8. "En frusen bild" 4:40
9. "Vart ska jag ta vägen nu" 2:44
10. "Kärlekens språk" 4:12

## Listplaceringar
| Lista (1988) | Topplacering |
| ------------ | ------------ |
| Sverige      | 4            |